# Oswaldia eggeri
Oswaldia eggeri là một loài ruồi trong họ Tachinidae.